# 一貴山駅
一貴山駅（いきさんえき）は、福岡県糸島市二丈田中四丁目にある、九州旅客鉄道（JR九州）筑肥線の駅である。駅番号はJK11。

## 歴史
- 1924年（大正13年）5月29日：北九州鉄道の駅として開設 [3]。
- 1937年（昭和12年）10月1日：鉄道省が買収、国有化[2]。筑肥線の駅となる。
- 1961年（昭和36年）12月1日：貨物取扱廃止[2]。
- 1972年（昭和47年）2月10日：荷物扱い廃止[4]。駅員無配置駅となる[5]。
- 1987年（昭和62年）4月1日：国鉄分割民営化に伴い、九州旅客鉄道（JR九州）に移管[2]。
- 2010年（平成22年）3月13日：ICカード「SUGOCA」の利用を開始[6]。
- 2014年（平成26年）7月1日：再度無人駅化[7]。

## 駅構造
単式ホーム1面1線を有する地上駅。
無人駅。簡易SUGOCA改札機によりSUGOCAの使用が可能である。

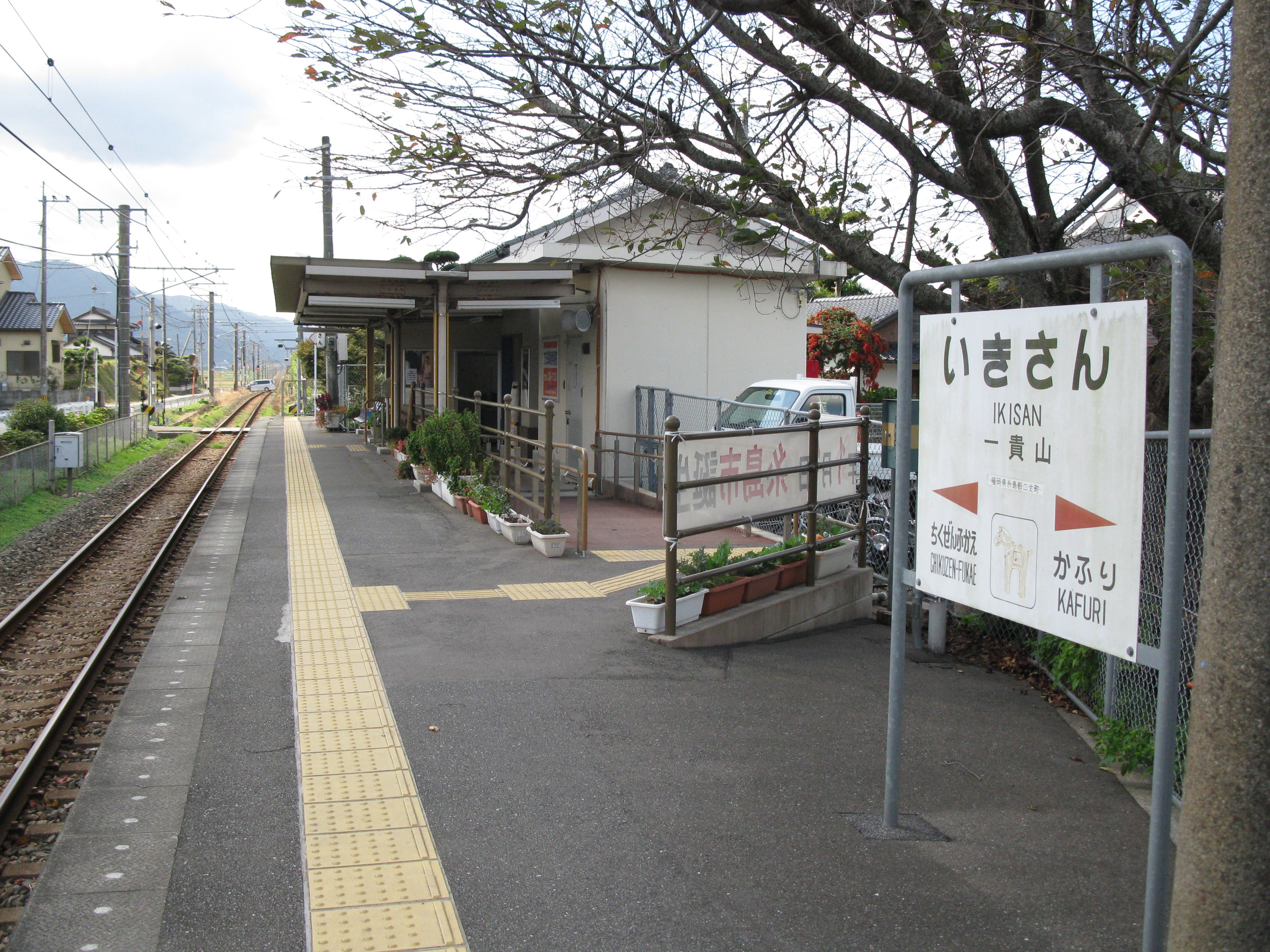
ホーム（2009年11月）
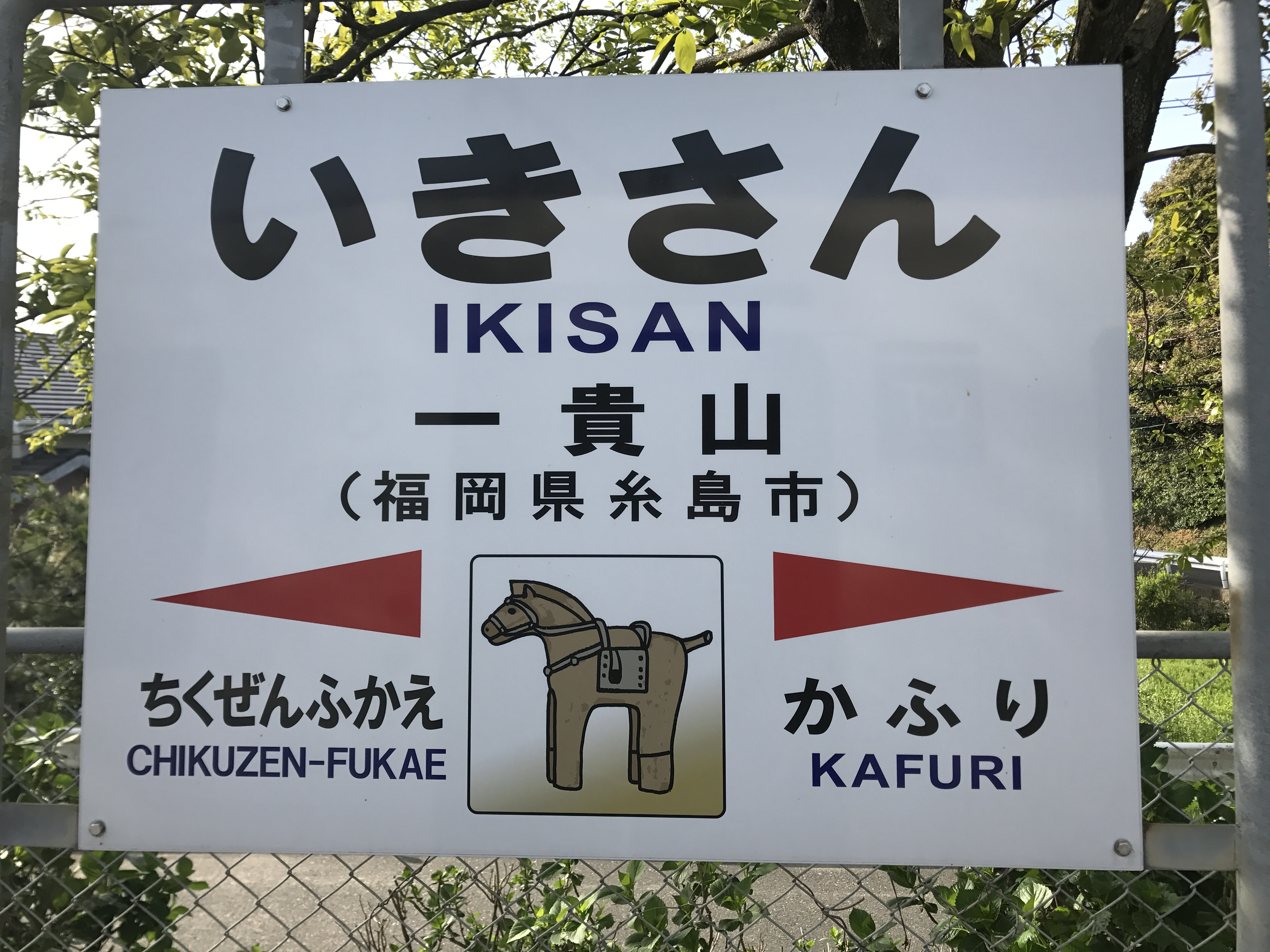
銚子塚古墳にちなむ馬形埴輪が描かれた駅名標（2017年4月）

## 利用状況
2023年（令和5年）度の1日平均乗車人員は408人である。
JR九州及び糸島市統計白書によると、近年の1日平均乗車人員の推移は以下の通り。
| 年度   | 1日平均 乗車人員 | 出典   |
| ------ | ---------------- | ------ |
| 2005年 | 631              | [ 9 ]  |
| 2006年 | 620              | [ 9 ]  |
| 2007年 | 602              | [ 9 ]  |
| 2008年 | 577              | [ 9 ]  |
| 2009年 | 541              | [ 9 ]  |
| 2010年 | 520              | [ 9 ]  |
| 2011年 | 514              | [ 9 ]  |
| 2012年 | 510              | [ 9 ]  |
| 2013年 | 503              | [ 9 ]  |
| 2014年 | 479              | [ 9 ]  |
| 2015年 | 467              | [ 9 ]  |
| 2016年 | 450              | [ 10 ] |
| 2017年 | 442              | [ 11 ] |
| 2018年 | 455              | [ 12 ] |
| 2019年 | 460              | [ 13 ] |
| 2020年 | 363              | [ 14 ] |
| 2021年 | 365              | [ 15 ] |
| 2022年 | 385              | [ 16 ] |
| 2023年 | 408              | [ 8 ]  |

## 駅周辺
- 一貴山銚子塚古墳
- 羅漢川
- 鈴木ストアー（食品、日用雑貨、ボールなどが売られている）

## 隣の駅
九州旅客鉄道（JR九州）
 筑肥線
■快速
通過
■普通
加布里駅 (JK10) - 一貴山駅 (JK11) - 筑前深江駅 (JK12)